# Avenida 24 de Mayo (Quito)
La avenida 24 de Mayo, antiguamente llamada Paseo 24 de Mayo, es una vía diseñada para conmemorar el Primer Grito de Independencia y la batalla de Pichincha. Fue construida sobre la quebrada Ullaguanga-yacu, de los Gallinazos o de Jerusalén.

## Historia
En el Quito colonial, la parte limítrofe de la ciudad por el sur era la quebrada de los Gallinazos. El sitio, por igual, servía como fuente de agua. En el siglo XVII cobra importancia religiosa, dado que el 19 de enero de 1649 unos ladrones ingresaron al Monasterio de Santa Clara y robaron los utensilios consagrados a la eucaristía. Parte de los elementos sustraídos fueron hallados en la quebrada. Una vez fueron capturados los asaltantes, estos confesaron que mientras se escondían en dicha quebrada, la tierra tembló. Tal confesión fue interpretada en un sentido cristiano, pues era un reproche de la naturaleza para con el acto criminal. Así, las autoridades eclesiásticas levantaron una capilla como reparación del sacrílego robo.
El lugar del crimen fue tomado como la nueva Jerusalén, pues para los devotos el robo significaba la nueva pasión de Jesucristo. Es así como la quebrada pasaría a ser conocida como Jerusalén, nombre que también tomó la capilla levantada, aunque El Robo fue la que prevaleció para la iglesia.
Gabriel García Moreno en 1870, durante su segunda presidencia, ordenó la construcción, al occidente de la quebrada de Jerusalén, del edificio que albergaría el Protectorado Católico, cuya finalidad era enseñar un oficio a las personas de bajos recursos y que así se valgan por su propia cuenta.

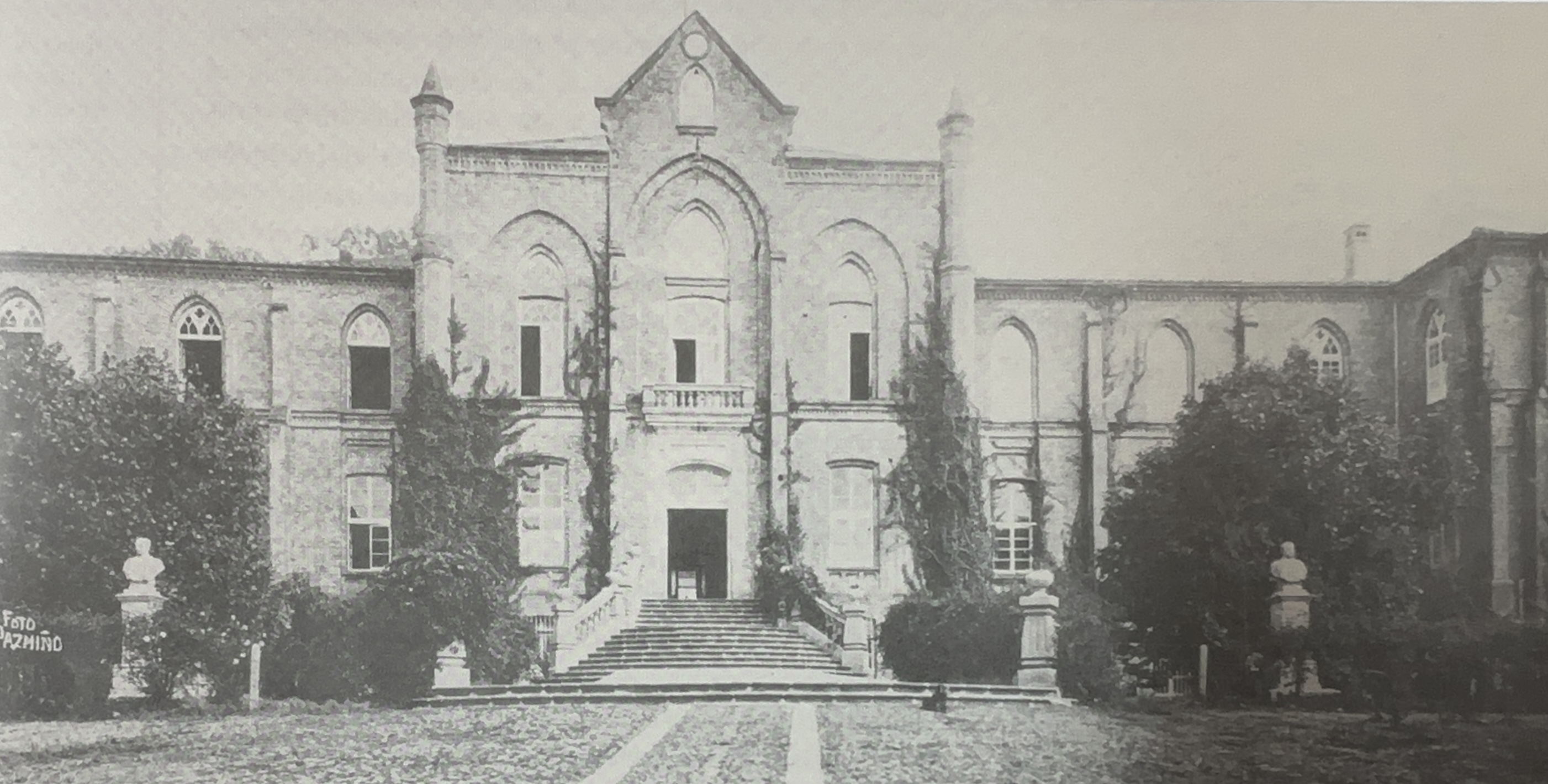
Escuela de Artes y Oficios

En 1822, el 24 de mayo, tuvo lugar la  guerra de independencia del Ecuador en las faldas del volcán Pichincha. La cercanía de la quebrada a estos acontecimientos hizo que las autoridades estatales  planificara su relleno en 1907, para, primero, festejar en 1909 el centenario del Primer Grito de Independencia y, segundo, convertirla en un bulevar para, asimismo, celebrar, esta vez, el centenario de la batalla del Pichincha en 1922.
La avenida fue ganando acogida social, lo que conllevó a la construcción de edificaciones residenciales. Igualmente, al ser una zona comercial, el cine fue parte de las atracciones del lugar, principalmente, con el Teatro Puerta del Sol, y en menor medida con el Teatro Avenida. La industria cervecera tampoco perdió la oportunidad al establecerse la Cervecería Victoria, con su popular bebida Orangine.

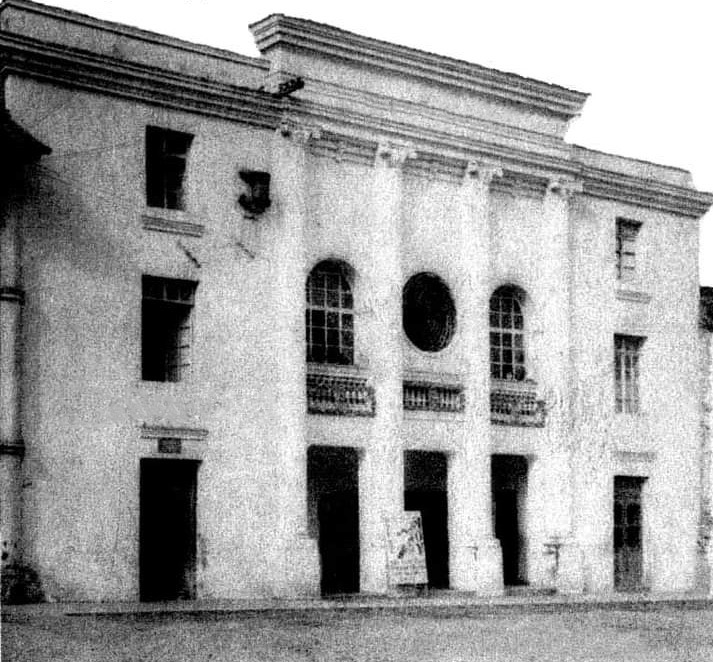
Teatro Puerta del Sol, cine emblemático del sector

La avenida al encontrarse al comienzo de dos elevaciones naturales, El Panecillo y el Volcán Pichincha, se convirtió en un punto estratégico para observar cercanamente la nuevas estructuras emblemáticas de Quito, la Virgen del Panecillo y el museo Templo de la Patria, construidas en la década de los setenta.
El declinar de la avenida tuvo su punto culminante en la misma década de los setenta, en razón de que las obras de ingeniería civil; el viaducto de la 24 de Mayo, los túneles de San Diego, San Roque y San Juan, y la avenida Mariscal Sucre; priorizaron el automóvil antes que al peatón, reduciendo así la movilidad a pie en la zona. Si a esto le sumamos un desordenado mercado de San Roque, utilización del bulevar para las ventas ambulantes y la cachinería, y la cercanía, primero, de un colapsado Penal García Moreno, segundo, de la Cárcel de Detención Preventiva, y, más tarde, la cercanía del barrio del Aguarico (caracterizado por los burdeles y cantinas), la avenida se condenó a ser un espacio inseguro, con conflictos sociales tales como la prostitución, delincuencia, refugio de indigentes y drogas.
En consecuencia, llegada la década de los ochenta, su mayor atractivo de entretenimiento, el Teatro Puerta del Sol, su mayor recinto educativo, la Escuela de Artes y Oficios, y su mayor industria, la Cervecería Victoria, cerraron sus puertas. Las instalaciones de dichos centros pasarían a albergar, respectivamente, un consultorio médico, condominios y un mercado de muebles. 
Desde entonces, la rehabilitación del sector ha sido parte de los programas del Municipio de Quito, que aunque el penal, la cárcel, los burdeles y cantinas fueron sacados del sector, la partición de la avenida que hicieron las obras civiles antes descritas, el mercado y las casas de acogida del Patronato Municipal San José (traídas por el propio gobierno local), siguen cautivando a la mendicidad, prostitución callejera, venta de droga y delincuencia.

## Galería

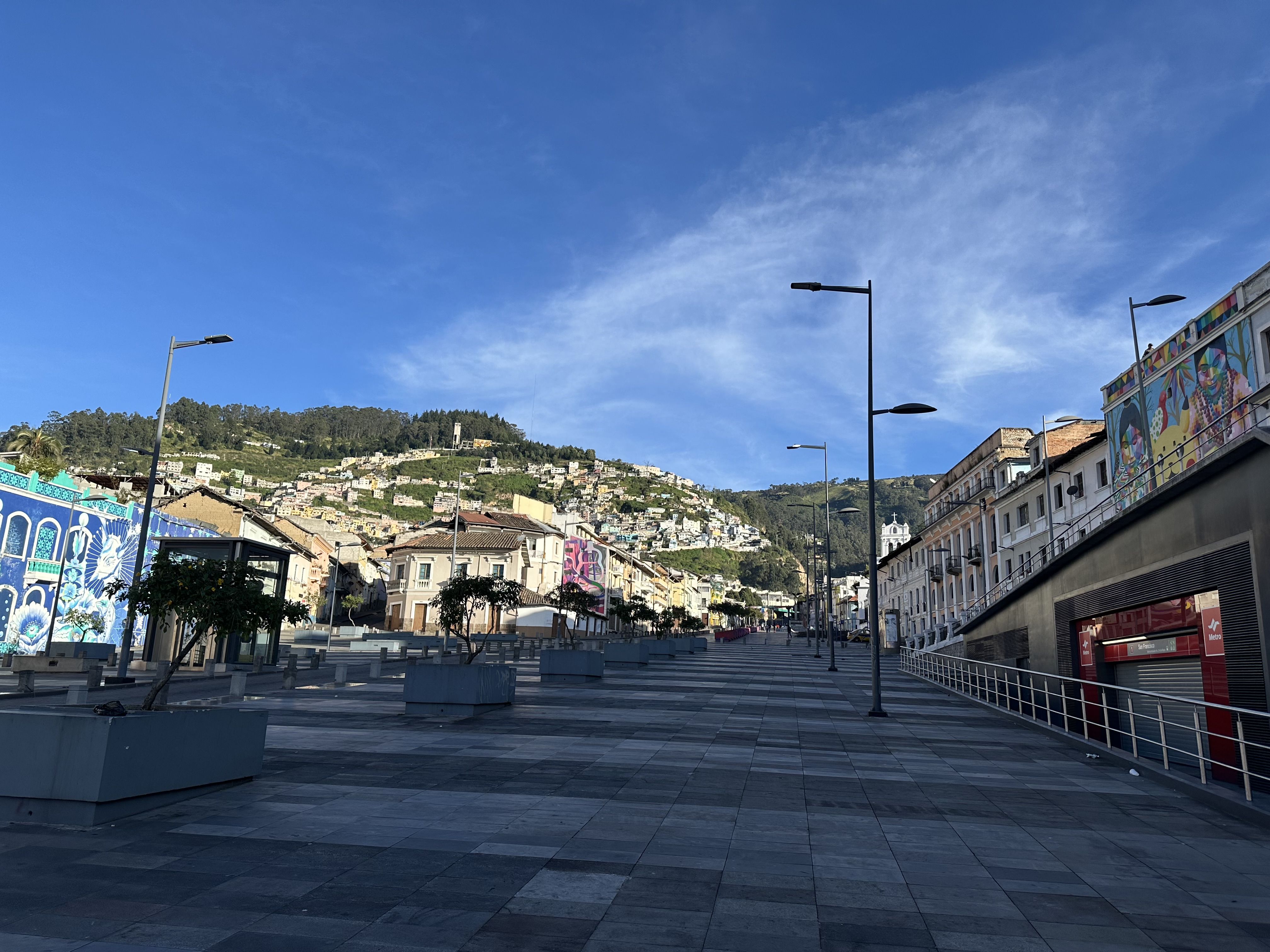
Bulevar 24 de Mayo
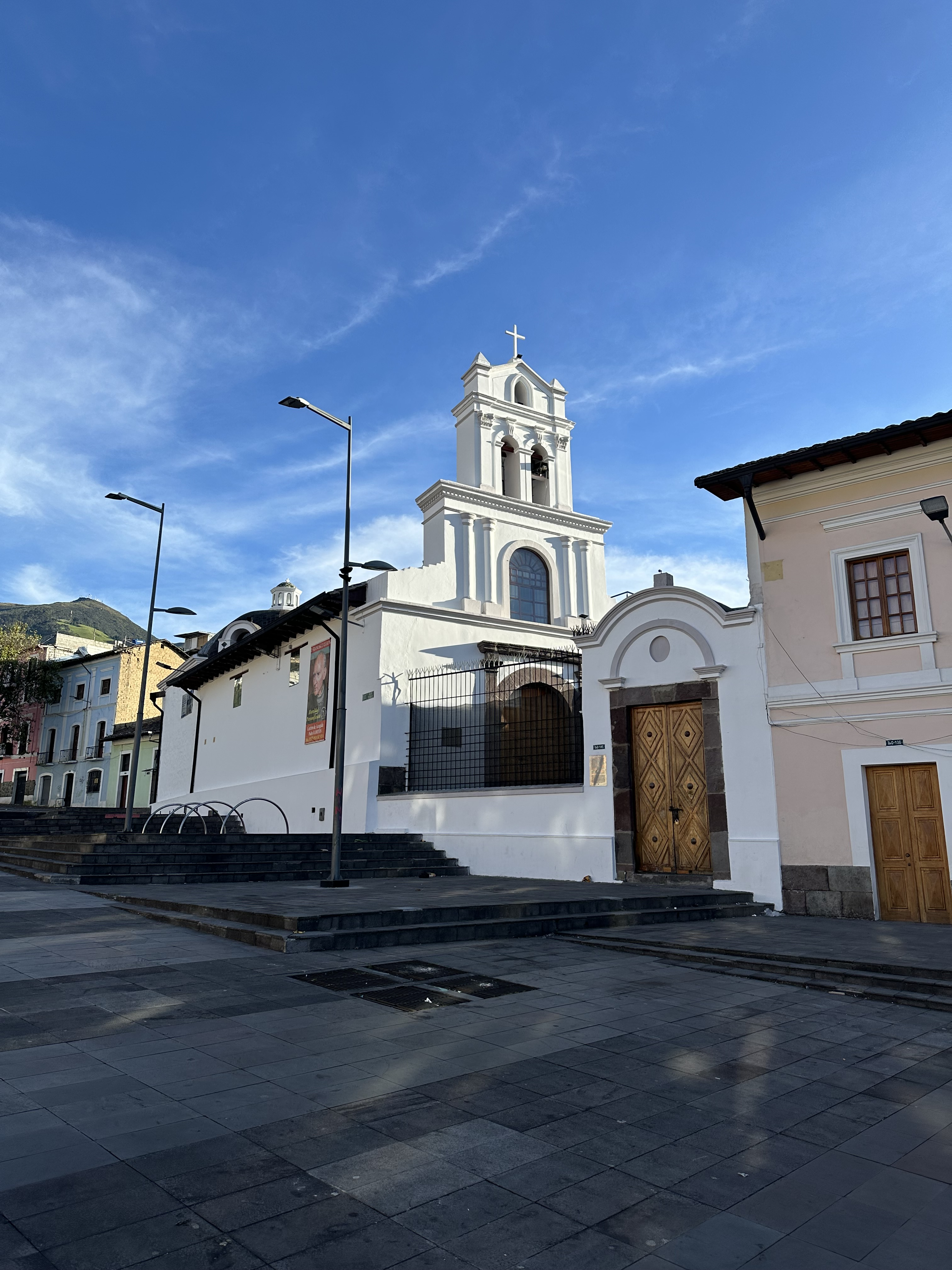
Capilla del Robo
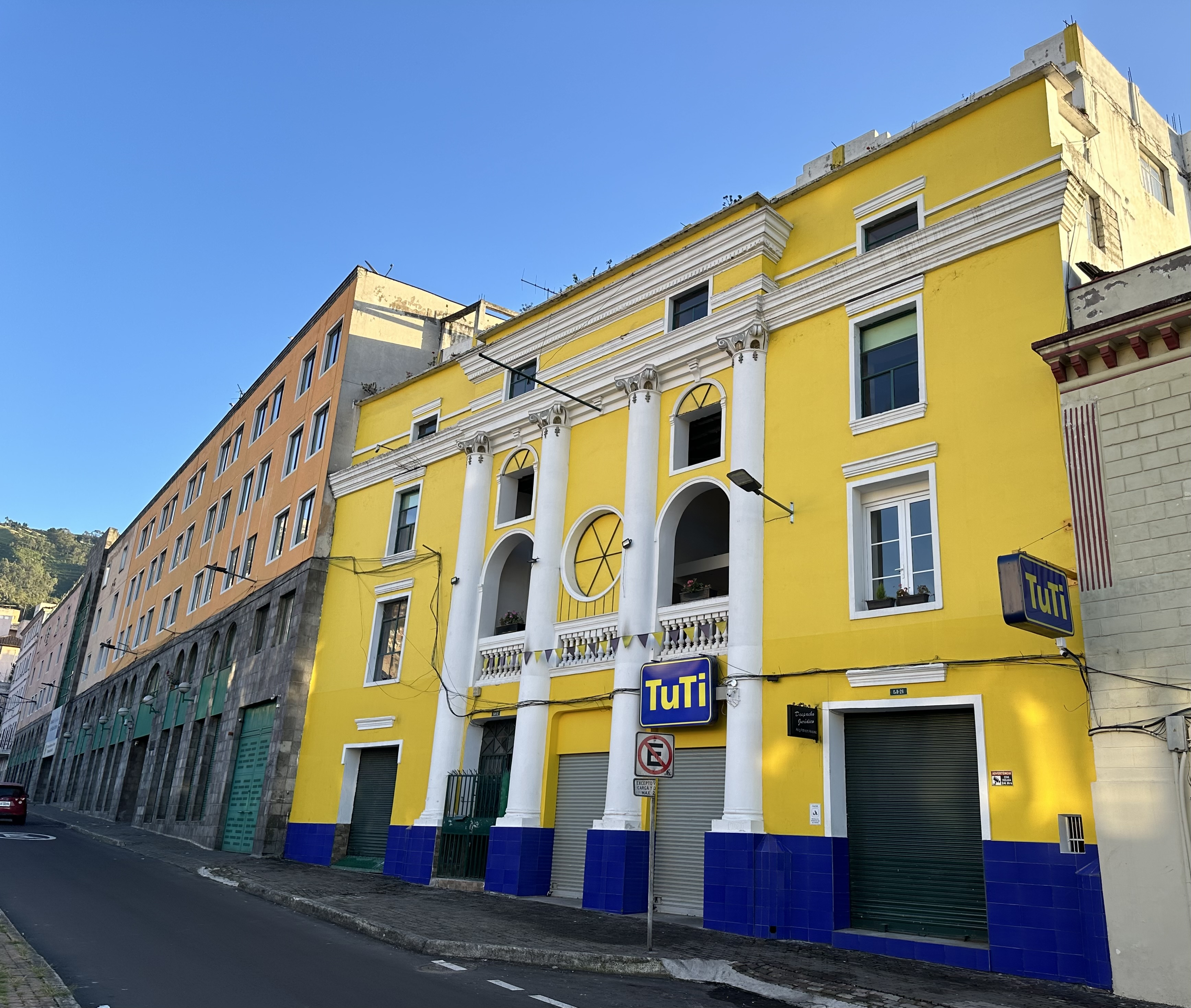
Teatro Puerta del Sol y excervecería Victoria
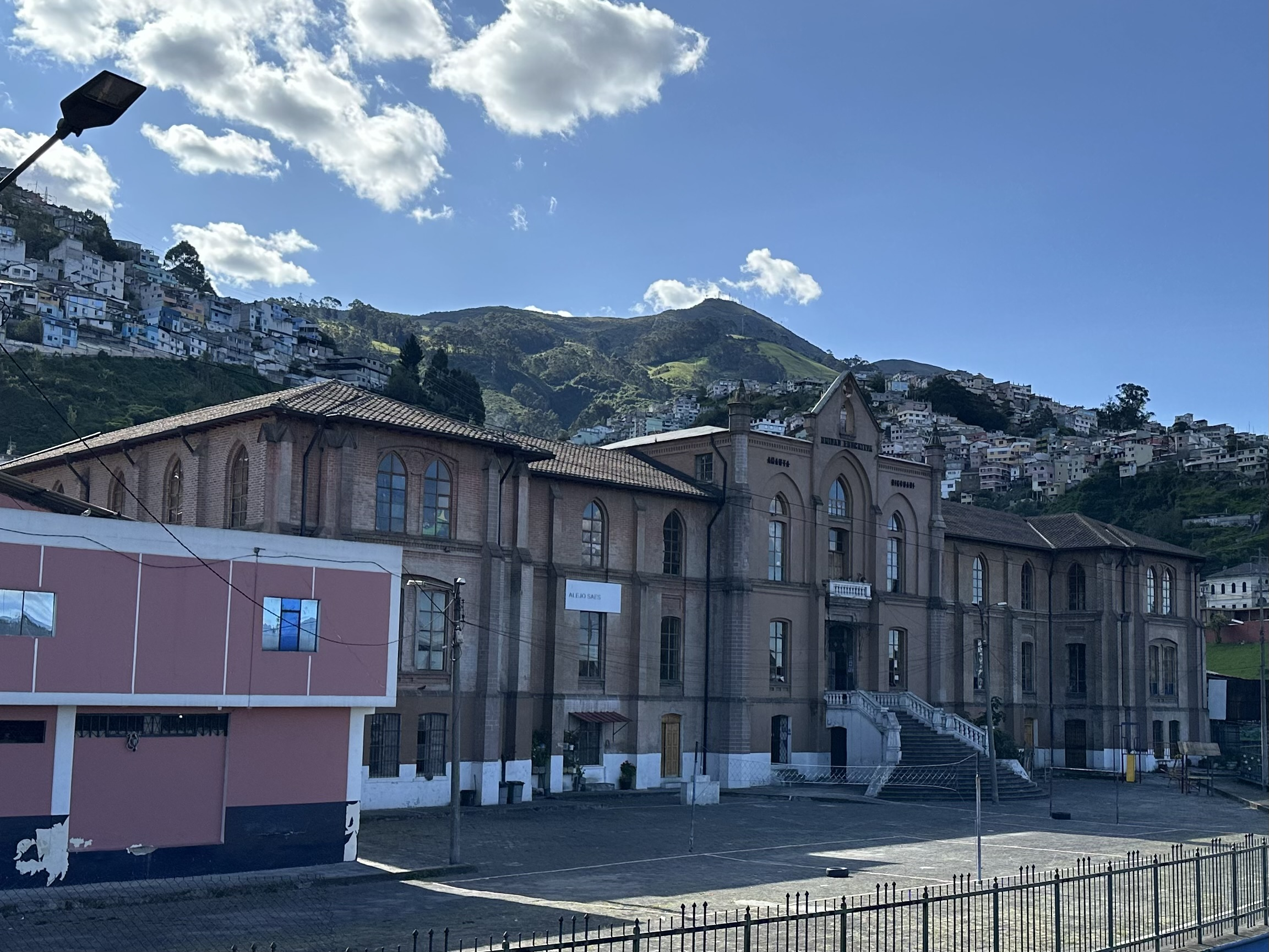
Protectorado Católico o Escuela de Artes y Oficios
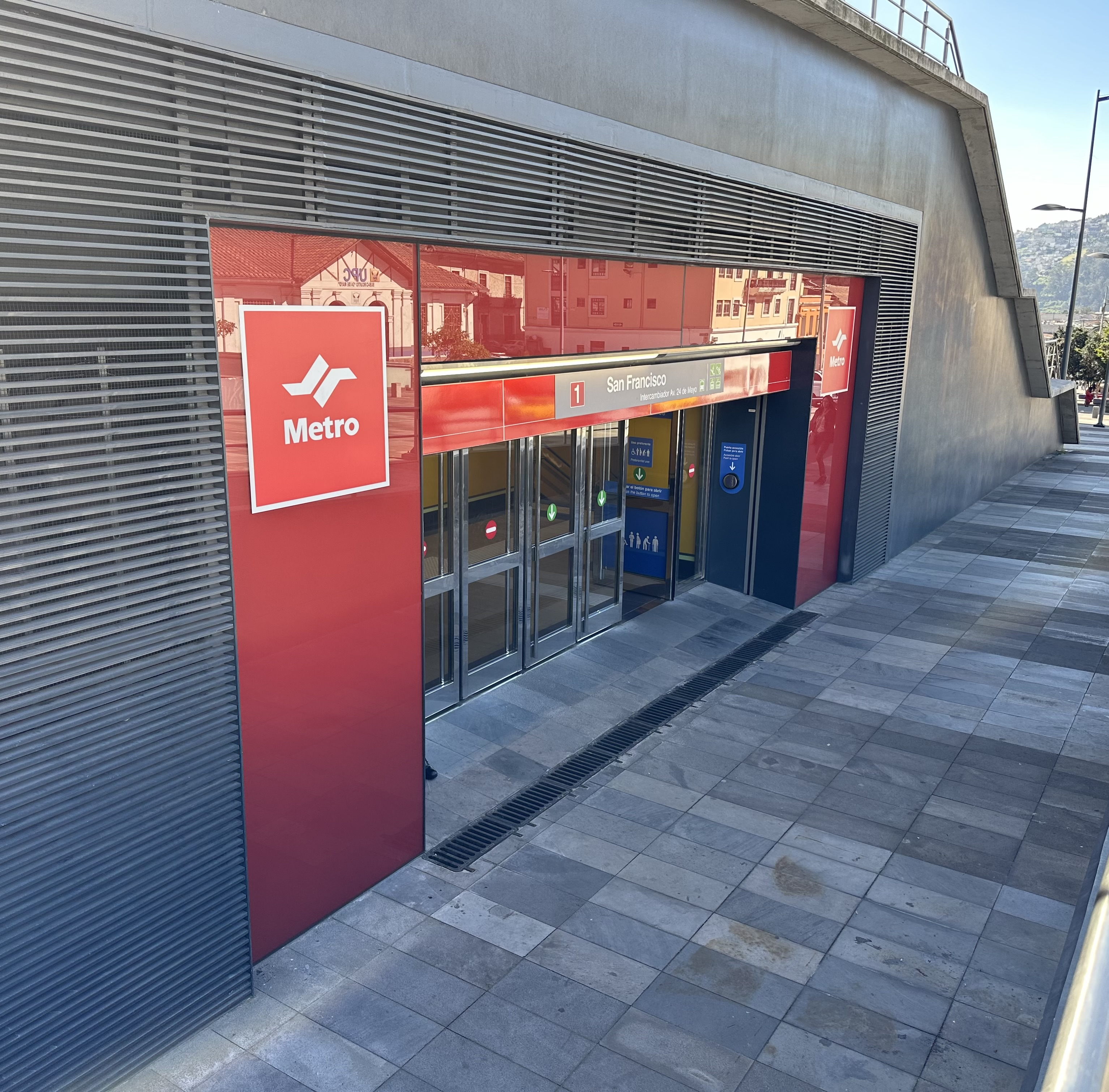
Estación San Francisco del Metro de Quito, acceso y salida avenida 24 de Mayo
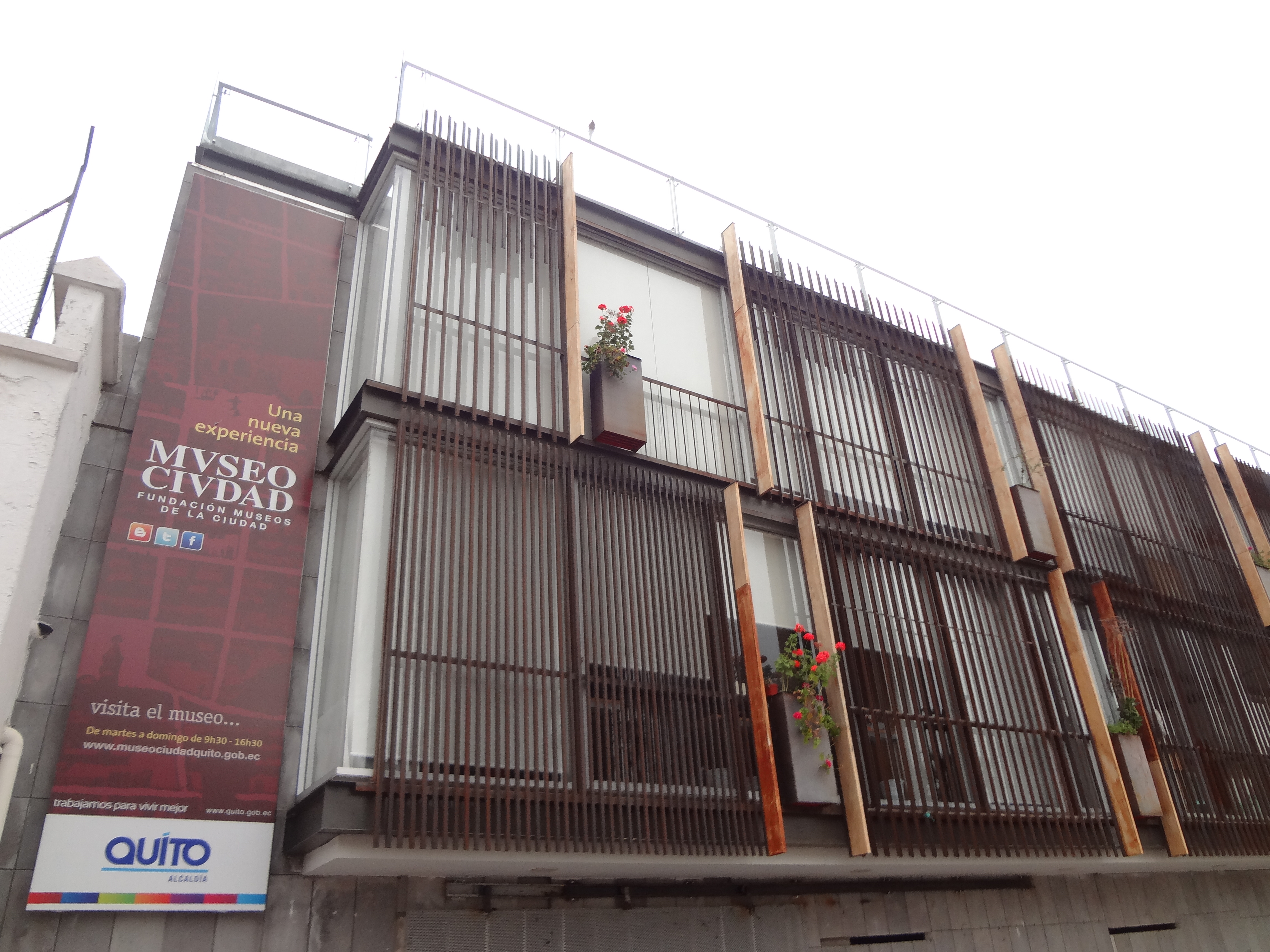
Museo de la Ciudad
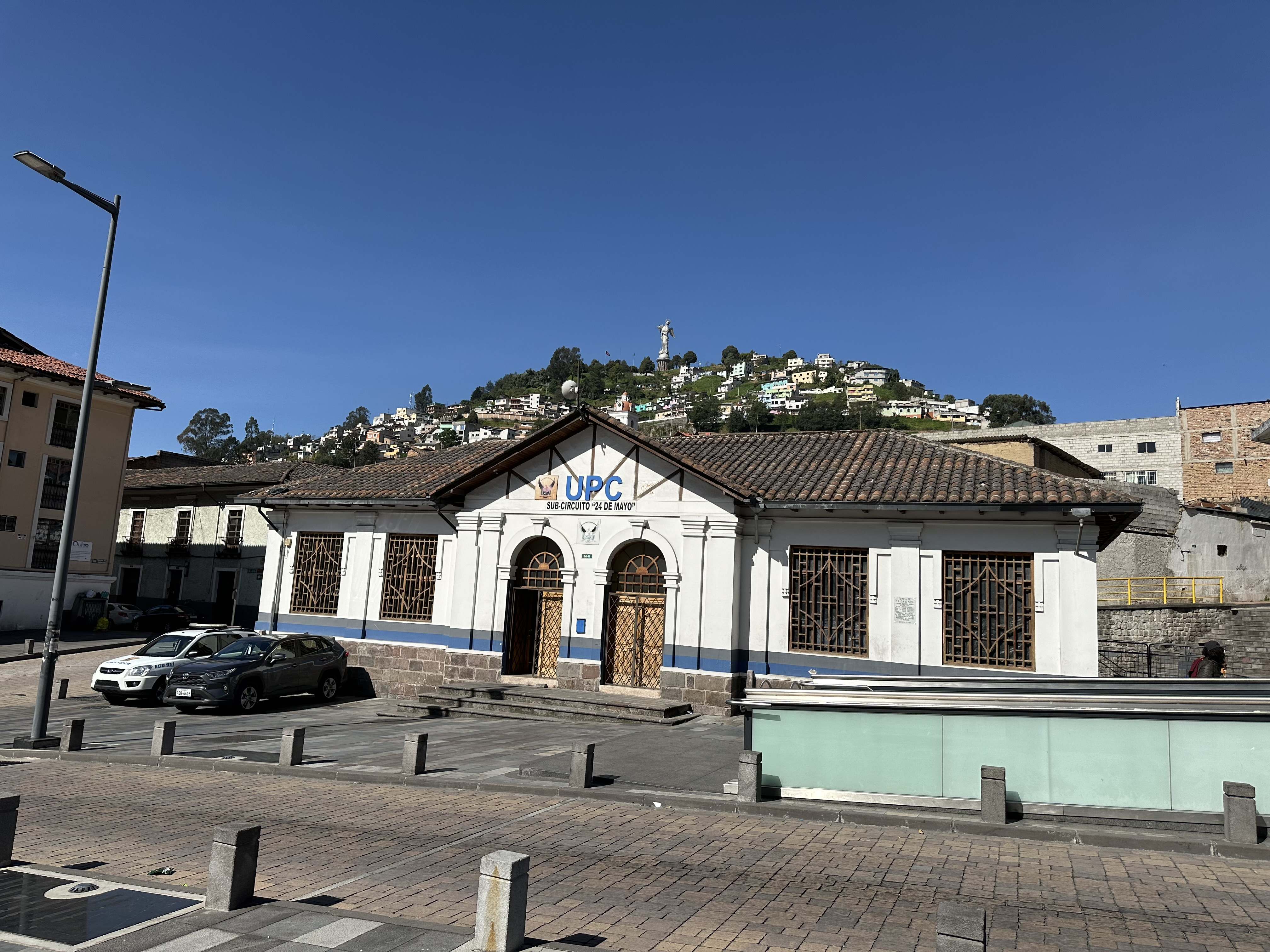
Unidad de Policía Comunitaria 24 de Mayo
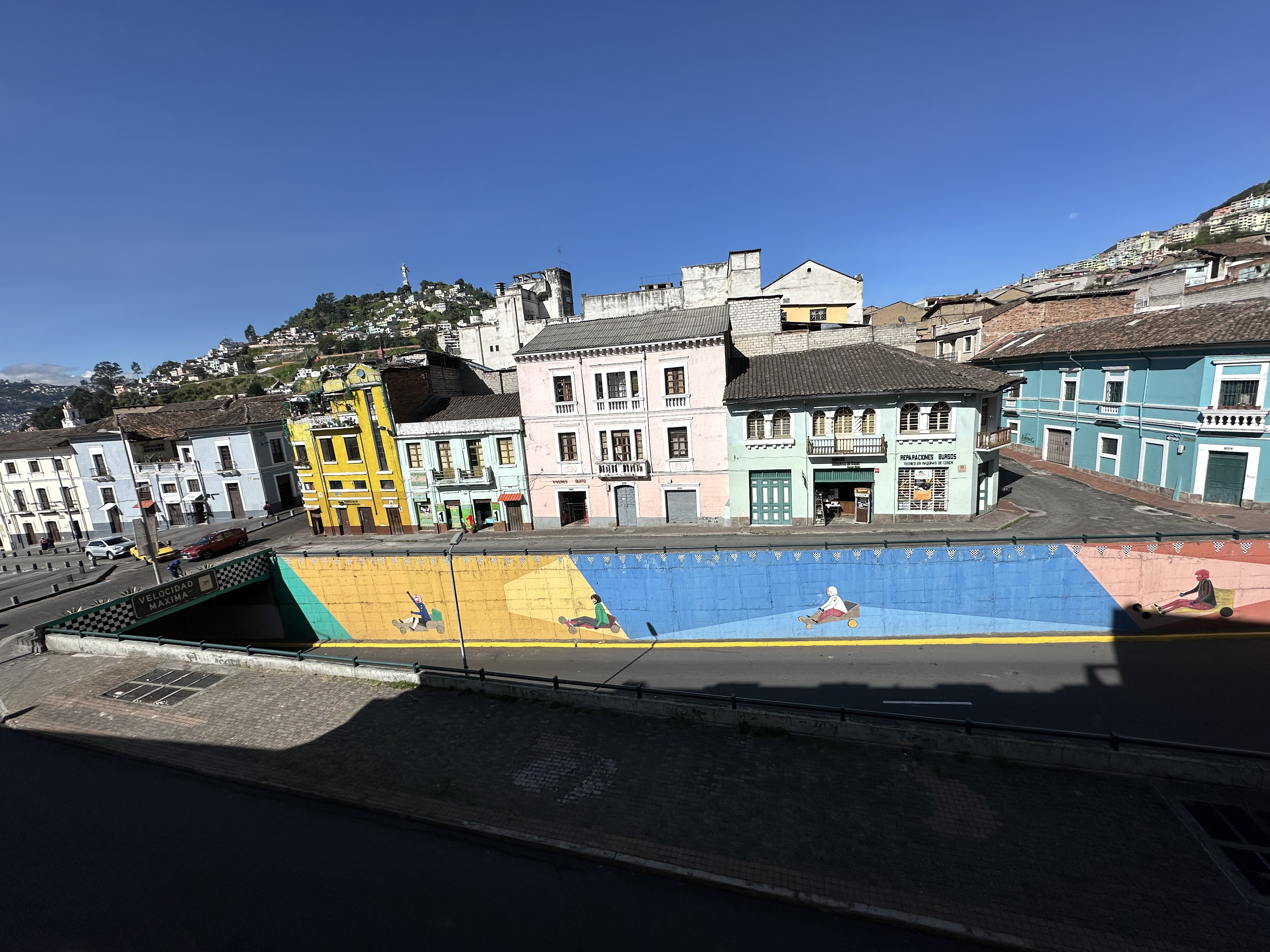
Viaducto 24 de Mayo